# Kirche Neugersdorf

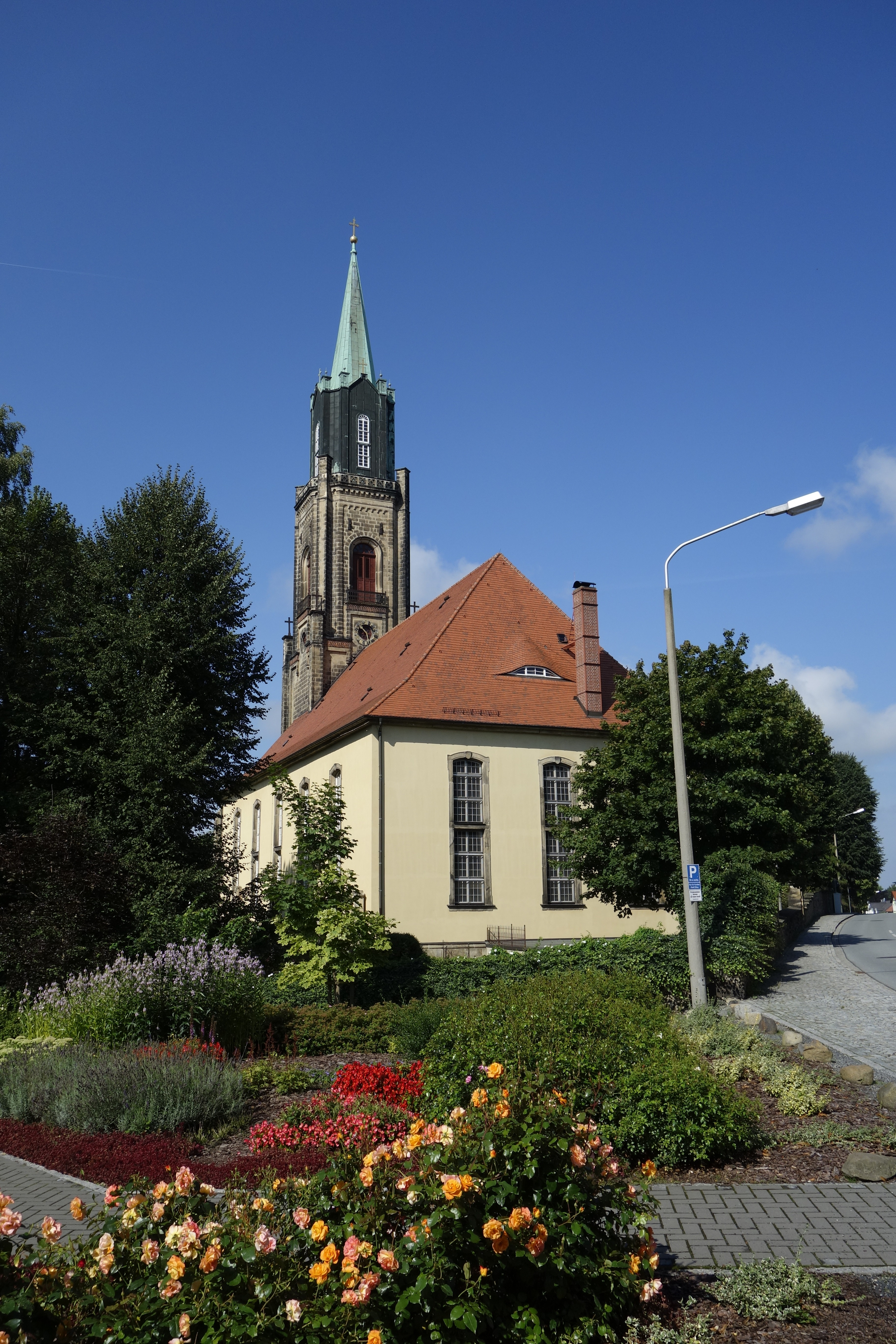
Kirche Neugersdorf

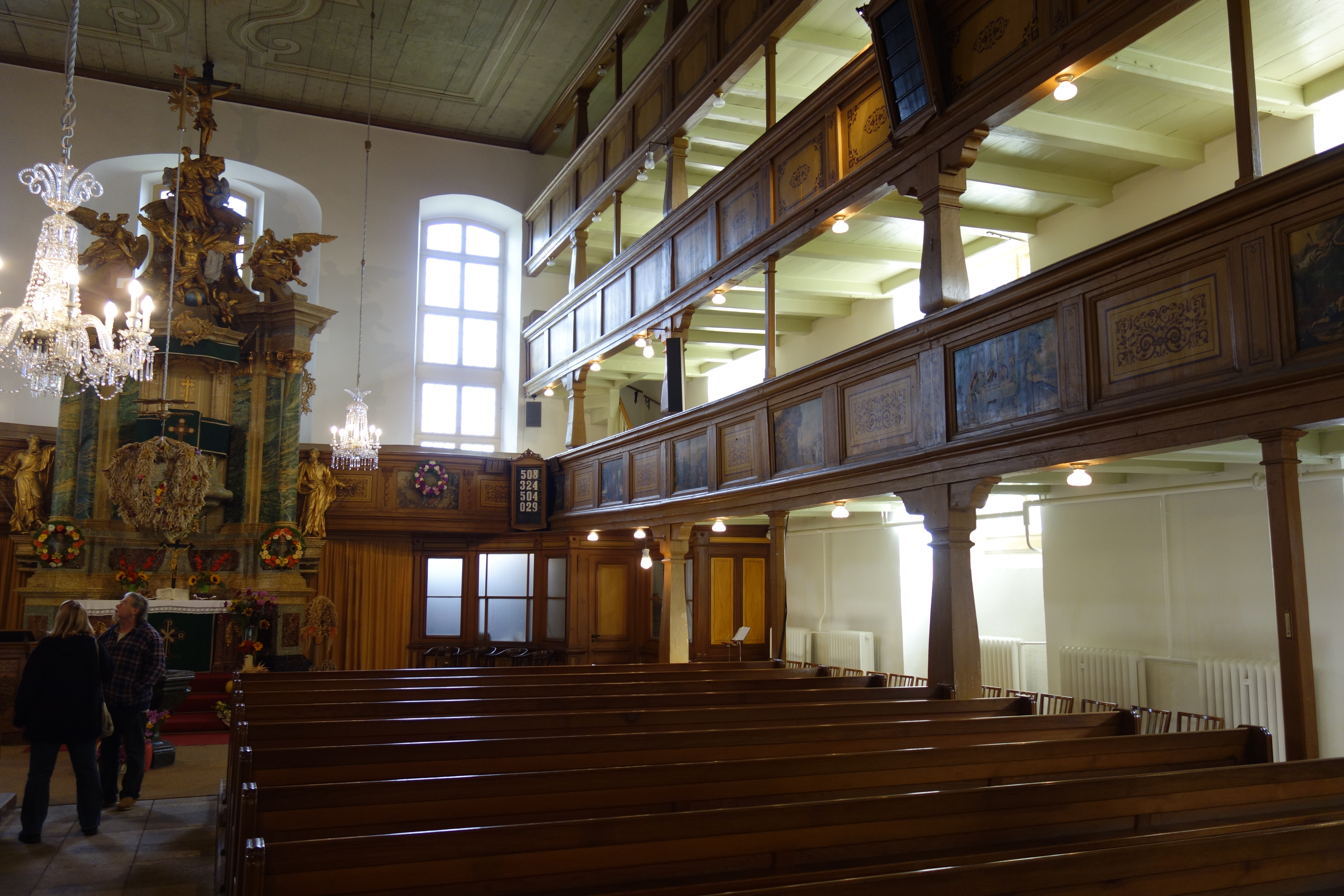
Innenansicht

Die evangelische Kirche Neugersdorf ist eine barocke Emporenhalle im Ortsteil Neugersdorf von Ebersbach-Neugersdorf im Landkreis Görlitz in Sachsen. Sie gehört zum Kirchspiel Oberes Spreetal im Kirchenbezirk Löbau-Zittau der Evangelisch-Lutherischen Landeskirche Sachsens.

## Geschichte und Architektur
Die stattliche Saalkirche stammt aus dem Jahr 1738; die wesentlichen Teile der Innenausstattung entstanden im Jahr 1753. Im 19. Jahrhundert erfolgten zahlreiche Veränderungen, von denen der neugotische Turm von Carl August Schramm aus den Jahren 1853–55 die auffälligste ist; er wurde 1872 erhöht. Im Jahr 1872 wurden die Sakristei erweitert und das Innere farblich neu gestaltet.
Das Bauwerk ist ein verputzter Backsteinbau mit geradem Ostschluss und Satteldach. Der schlichte Baukörper wird durch Flachbogenfenster mit Schlusssteinen und Kämpfern erhellt. Der eingezogene Westturm auf rechteckigem Grundriss akzentuiert das Bauwerk; das oktogonale Glockengeschoss mit Dreiecksgiebeln endet in einem Zeltdach. Ein Rundbogenportal zwischen Strebepfeilern an der Turmwestseite erschließt das Innere.
Der weite, flachgedeckte Kirchenraum ist mit einem von geschnitzten Kartuschen umgebenen Plafond abgeschlossen, auf dem die Dreifaltigkeit dargestellt ist; die Ausmalung stammt von Gottlieb Christian Michael aus dem Jahr 1753. Umlaufende Emporen auf gebauchten Pfeilern, die an der Nord- und Südseite dreigeschossig ausgebildet sind, umgeben den Raum. Die Stützen der seitlichen Emporen setzen sich nach oben bis zu längs gerichteten Unterzügen fort, die die Decke unterteilen; so ist diese Kirche keine Saalkirche, sondern eine Emporenhalle. Die Empore im Osten stammt von 1816, die Orgelempore auf Eisensäulen ist auf 1883 datiert. Von den einst umfangreichen Brüstungsmalereien sind nur die an der unteren Empore erhalten; sie zeigen Darstellungen aus dem Alten und Neuen Testament, die von Gottlieb Christian Michael, Johann Christoph Neumann und Johann Christoph Hoffmann im Jahr 1753 geschaffen wurden.

## Ausstattung
Das Hauptstück der Ausstattung ist einer der aufwändigsten Kanzelaltäre der Lausitz, dessen reiche marmorimitierende Fassung und reiche Profilierung in beachtlicher Qualität 1753 von Christoph und Zacharias Herzog geschaffen und später ergänzt wurde. Der Altartisch in schweren Empireformen ist auf das Jahr 1796 datiert, darüber ist die Kanzel mit geschweiftem und reich profiliertem Korb aus dem Jahr 1816 angeordnet. Seitlich sind je eine Säule und ein übereck gestellter Pfeiler mit Pilastern aufgestellt, daneben auf Konsolen die lebensgroßen Halbfiguren des Petrus und Paulus aus den Jahren 1798–1800. Auf dem stark verkröpften Gesims sind drei vergoldete Engel angeordnet, der mittlere mit Gesetzestafeln, abschließend Gottvater und ein Kruzifix.
Die hölzerne, reich profilierte Taufe stammt aus der Mitte des 18. Jahrhunderts, die farbliche Fassung datiert aus dem Jahr 1898.
Die Orgel ist ein Werk von Karl Eduard Jehmlich aus dem Jahr 1883 mit heute 33 Registern auf zwei Manualen und Pedal.

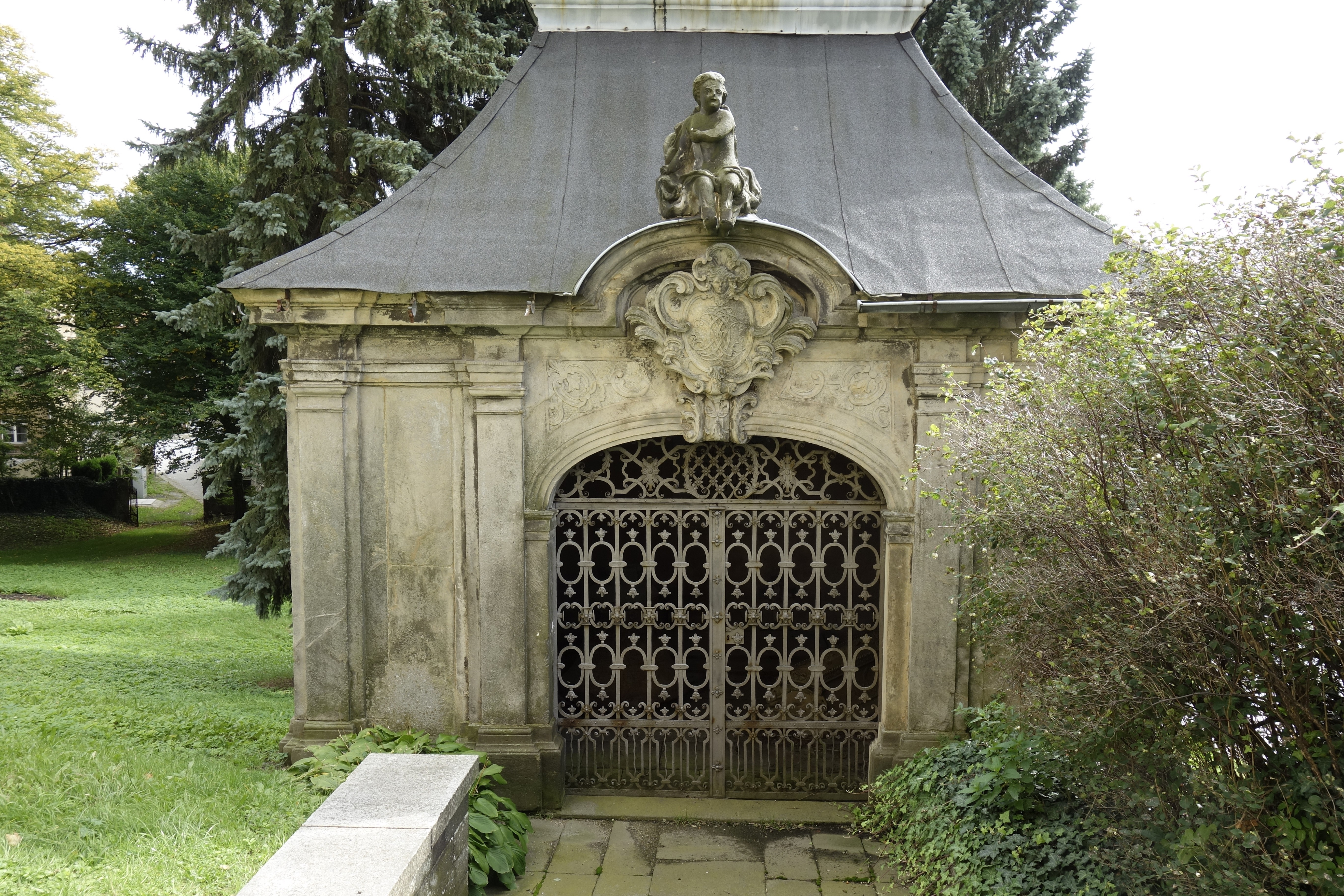
Schöbelsche Gruft

## Umgebung
Auf dem umgebenden Friedhof befindet sich die Schöbelsche Gruft aus der Zeit um 1725, ein reizvoller Sandsteinbau auf quadratischem Grundriss, der durch ein Korbbogentor mit seitlichen Pilastern erschlossen wird; der Schlussstein mit einer Kartusche trägt die Initialen J. C. S., darüber ist eine Kinderfigur angeordnet. Die Ecken sind durch toskanische Pfeiler mit verkröpftem Gebälk betont. Auf der Rückseite befindet sich der Eingang zur unterirdischen Gruft. Das Innere wird durch ein Kreuzrippengewölbe mit Blumengehängen abgeschlossen.